# 賈華
賈 華（か か）は、中国の通俗歴史小説『三国志演義』に登場する架空の人物。
呉の孫権配下として、『演義』第53回に初登場する。合肥で孫権が曹操と交戦した際に、宋謙と共に方天画戟を持って孫権を警護している。曹操配下の楽進が孫権を目がけて突進してくると、賈華・宋謙はこれを迎撃し、楽進を辛うじて撃退する。ところが宋謙は、引き返す楽進を深追いしてしまい、その僚友李典に射殺されてしまう。
第54回でも賈華は再登場する。劉備が孫権の妹（孫夫人）を娶ることになり、甘露寺で孫権らの母である呉国太と会談することになる。孫権は呂範と謀議し、賈華に命じて300の兵と共に寺の廊下に潜ませ、呉国太が不興を覚えた場合には、劉備を暗殺しようとする。
ところが呉国太は劉備を気に入り、さらに劉備配下の趙雲に伏兵を見抜かれ、劉備からその旨を告げられた呉国太は大いに怒る。孫権・呂範は全責任を賈華に押し付け、呉国太はこれを斬り捨てるよう孫権に命じる。結局、劉備らの取り成しによって、賈華は許され、甘露寺から退出する。
以後、賈華は登場しない。